# 카를루스 에두아르두 벤지니 지우스치
카를루스 에두아르두 벤지니 지우스치(포르투갈어: Carlos Eduardo Bendini Giusti, 1993년 4월 27일 ~ )는 브라질의 축구 선수로, 포지션은 수비수다. 통상 에두아르두라고 불리는 그는 현재 일본 J1리그의 요코하마 F. 마리노스에서 활약하고 있다.